# Apolline Andriveau
Louise-Apolline-Aline Andriveau en religion Apolline Andriveau (Saint-Pourçain-sur-Sioule, 7 mai 1810 – Montolieu, 23 février 1895) est une fille de la charité qui a raconté ses visions du Christ présentant le scapulaire de la Passion de Notre-Seigneur et des Sacrés-Cœurs de Jésus et de Marie aussi appelé scapulaire rouge.

## Biographie
Louise-Apolline-Aline Andriveau naît le 7 mai 1810 à Saint-Pourçain-sur-Sioule (Allier) de Léonard Andriveau, notaire, et de Apolline Grangie. Elle est baptisée le jour même. Sa mère la conduit plusieurs fois en pèlerinage à la basilique Notre-Dame-du-Port de Clermont-Ferrand.
Apolline a dix ans quand la famille déménage à Paris, en effet, son père quitte son étude en 1820 pour être nommé chef de service de l’Intérieur au ministère des Affaires étrangères dans la capitale. Grâce à sa position, son père lui donne une bonne éducation, elle apprend à parler plusieurs langues et excelle en peinture et en musique, malheureusement elle n'a pas terminé ses études qu'elle perd sa mère, il est décidé qu'elle complète ses études au couvent de Sainte-Élisabeth de Paris.
Âgée de 23 ans, en 1833, elle entre chez les Filles de la charité, fait son postulat à l'hospice de Jouarre puis après sa prise d'habit, elle est envoyée dans la communauté de la maison Saint Jean de Troyes, elle est d'abord chargée d'une classe externe pendant plusieurs années puis de la visite des pauvres et du soin de la chapelle. Sa vie spirituelle est animée par la dévotion à la passion du Christ, l'enfance de Jésus ainsi qu'à la Vierge.
En 1846, lors d'une retraite spirituelle, elle confesse au lazariste Jean-Paul Rousseau, recevoir des communications et apparitions du Christ. Le prêtre l'oblige à exposer par écrit le récit de ses visions au père Jean-Baptiste Étienne, supérieur général des lazaristes et des Filles de la charité, elle obéit, et une correspondance suivie est échangée entre la sœur et son supérieur jusqu'en 1857. La première de ses lettres décrit la vision du Christ que sœur Apolline aurait vu dans la chapelle le 26 juillet 1846. Selon ses dires, il tenait à la main droite un scapulaire écarlate, suspendu par deux rubans de laine de même couleur, sur un côté, il était représenté crucifié avec les instruments de la passion, de l'autre côté, le cœur de Jésus et le cœur de Marie avec une croix. Dans ses autres courriers, elle décrit d'autres apparitions du Christ, de visions de la passion, du Sacré-Cœur, de la Vierge Marie.
Lors d'un voyage qu’il fait à Rome au printemps 1847, le père Étienne fait part au pape Pie IX du scapulaire qui en autorise la diffusion par un rescrit du 25 juin 1847 sous le nom de scapulaire de la Passion de Notre-Seigneur et des Sacrés Cœurs de Jésus et de Marie. Sœur Apolline ne confie à personne d'autre qu'au père Étienne les visions dont elle dit bénéficier. Pour mieux la suivre, il l'appelle à la maison-mère de Paris en novembre 1847 et lui confie le secrétariat, elle est d'abord heureuse de se trouver près des reliques de saint Vincent de Paul qu'elle aime aller prier, d'être en relation avec ses supérieurs et de voir la consolation que son séjour à Paris procure à son père. Mais bien vite, elle ne se sent pas à son aise dans son nouveau poste sédentaire, habituée à une vie active, elle regrette les pauvres et les malades de Troyes qu'elle visitait, son supérieur, qui voit qu'elle n'est pas à sa place, la renvoie à Troyes vers le mois de décembre de la même année.
En 1861, elle est nommée assistante de la supérieure âgée et infirme, en 1871, une nouvelle supérieure prend sa place, mais sœur Apolline est connue et aimée, on continue à s'adresser à elle sans tenir compte du changement, elle a beau répéter qu'elle n'est plus assistante, c'est à elle que l'on veut parler, que l'on demande les services, les secours, les renseignements, elle veut quitter Troyes mais soigne son ancienne supérieure jusqu'à son décès, elle fait part de son désir de partir au supérieur qui accepte et l'appelle à Paris, le 25 juillet 1872, elle quitte la maison de Troyes après avoir longuement prié à la chapelle.
Le père Étienne lui offre la possibilité de se rendre dans une maison où elle connaît la supérieure, or elle avait eu pour compagne, à Troyes, sœur Bouiller, supérieure de la maison de Caen, c'est dans cette maison qu'elle se dirige où elle s'occupe des dames de la maison de retraite. En 1887, étant âgée et malade, elle est envoyée dans une maison de retraite à Montolieu où elle décède le 23 février 1895.